# Christiane Eberhardine van Brandenburg-Bayreuth
Christiane Eberhardine von Brandenburg-Bayreuth (Bayreuth, 19 december 1671 — Pretzsch, 5 september 1727) was keurvorstin van Saksen.
Christiane Eberhardine was een dochter van markgraaf Christiaan Ernst van Brandenburg-Bayreuth en Sophia Louise van Württemberg. Zij trouwde op 10 januari 1693 met Frederik August I (August de Sterke). Om koning van Polen te kunnen worden, bekeerde Frederik August I zich tot het katholicisme. Christiane Eberhardine weigerde echter het lutheraanse geloof los te laten en ging niet met haar man mee naar Dresden. In plaats daarvan verbleef ze in een soort vrijwillige ballingschap in Pretzsch aan de Elbe, hoewel ze voor officiële gelegenheden nog wel naar Dresden kwam.
Christiane Eberhardine en Frederik August hadden één zoon: August, bijgenaamd de Sakser of de Dikke.
Haar weigering zich te laten bekeren tot het katholieke geloof, leverde haar in Saksen grote populariteit op. Na haar dood werd in Leipzig een rouwbijeenkomst georganiseerd. Voor deze gelegenheid werd door Johann Sebastian Bach (muziek) en Johann Christoph Gottsched (tekst) de cantate Laß Fürstin, laß noch einen Strahl geschreven.
- Gemeinsame Normdatei: 119337630
- International Standard Name Identifier: 0000 0001 2003 0416
- Library of Congress Control Number: no2011174670
- Nationale Bibliotheek van Polen: a0000002124229
- Istituto Centrale per il Catalogo Unico: MUSV016068
- Système universitaire de documentation: 245135960
- Virtual International Authority File: 171072476
- WorldCat: E39PBJtxdGpwHkmbVFK3PfGPwC